# Championnat des Caraïbes de rugby à XV 2018
Navigation
Championnat des Caraïbes de rugby
 à XV 2017 Championnat des Caraïbes de rugby
 à XV 2019
Le Championnat des Caraïbes de rugby 2018 ou Caribbean Rugby Championship 2018 est une compétition organisée par Rugby Americas North qui oppose les nations caribéennes et une sélection du Sud des États-Unis, USA South, formation issue de l'United States of America Rugby South Territorial Union (USARS), l'une des 7 Territorial Unions de la Fédération américaine de rugby.

## Format
Le calendrier de la compétition annuelle masculine a été revu et comprend onze matches disputés d'avril à juillet. Huit équipes et USA South s'affronteront en trois divisions : Championship, Cup et Trophy.
Pour la saison 2018, le Guyana et le Mexique disputeront l'Americas Rugby Challenge en août avec les équipes de rugby d'Amérique du Sud, la Colombie et le Paraguay.

## Équipes engagées
| Championship - Bermudes - Îles Caïmans - Trinité-et-Tobago - USA South | Cup - Barbade - Jamaïque | Trophy - Curaçao - République dominicaine - Guadeloupe |  |

## Championship

### Résultats
| 12 mai 2018 | Bermudes | 28 - 48 | USA South |  |
| 12 mai 2018 |          |         |           |  |
| 12 mai 2018 |          |         |           |  |

| 19 mai 2018 | Trinité-et-Tobago | 27 - 24 | Bermudes |  |
| 19 mai 2018 |                   |         |          |  |
| 19 mai 2018 |                   |         |          |  |

| 9 juin 2018 | Îles Caïmans | 20 - 19 | Bermudes |  |
| 9 juin 2018 |              |         |          |  |
| 9 juin 2018 |              |         |          |  |

| 16 juin 2018 | Trinité-et-Tobago | 34 - 33 | USA South |  |
| 16 juin 2018 |                   |         |           |  |
| 16 juin 2018 |                   |         |           |  |

| 23 juin 2018 | Îles Caïmans | Annulé | Trinité-et-Tobago |  |
| 23 juin 2018 |              |        |                   |  |
| 23 juin 2018 |              |        |                   |  |

| 7 juillet 2018 | USA South | 42 - 14 | Îles Caïmans |  |
| 7 juillet 2018 |           |         |              |  |
| 7 juillet 2018 |           |         |              |  |

### Classement
| Rang | Nation            | J | V | N | D | Pm | Pe | Diff | Pts |
| ---- | ----------------- | - | - | - | - | -- | -- | ---- | --- |
| 1    | USA South         | 2 | 2 | 0 | 0 | 90 | 42 | +48  | 10  |
| 2    | Îles Caïmans      | 2 | 1 | 0 | 1 | 34 | 61 | -27  | 4   |
| 3    | Bermudes          | 2 | 0 | 0 | 2 | 47 | 68 | -21  | 2   |
| 4    | Trinité-et-Tobago | 0 | 0 | 0 | 0 | 0  | 0  | 0    | 0   |

En raison de l'annulation du match entre les Îles Caïmans et Trinité-et-Tobago, par Trinité-et-Tobago, prévue le 23 juin et dans l'impossibilité de reporter celui-ci, les résultats des matchs entre Trinité-et-Tobago et les Bermudes (27 - 24) et Trinité-et-Tobago et USA South (34 - 33) sont annulés et les points ont donc été retirés du classement.

## Trophy

### Résultats
| 28 avril 2018 | Barbade | 14 - 60 | Jamaïque |  |
| 28 avril 2018 |         |         |          |  |
| 28 avril 2018 |         |         |          |  |

| 12 mai 2018 | Jamaïque | 36 - 29 | Barbade |  |
| 12 mai 2018 |          |         |         |  |
| 12 mai 2018 |          |         |         |  |

### Classement
| Rang | Nation   | J | V | N | D | Pm | Pe | Diff | Pts |
| ---- | -------- | - | - | - | - | -- | -- | ---- | --- |
| 1    | Jamaïque | 2 | 2 | 0 | 0 | 96 | 43 | +53  | 10  |
| 2    | Barbade  | 2 | 0 | 0 | 2 | 43 | 96 | -53  | 0   |

## Cup

### Résultats
| 14 avril 2018 | Curaçao | 17 - 46 | République dominicaine |  |
| 14 avril 2018 |         |         |                        |  |
| 14 avril 2018 |         |         |                        |  |

| 12 mai 2018 | Guadeloupe | 5 - 7 | Curaçao |  |
| 12 mai 2018 |            |       |         |  |
| 12 mai 2018 |            |       |         |  |

| 9 juin 2018 | République dominicaine | 17 - 39 | Guadeloupe |  |
| 9 juin 2018 |                        |         |            |  |
| 9 juin 2018 |                        |         |            |  |

### Classement
| Rang | Nation                 | J | V | N | D | Pm | Pe | Diff | Pts |
| ---- | ---------------------- | - | - | - | - | -- | -- | ---- | --- |
| 1    | Guadeloupe             | 2 | 1 | 0 | 1 | 44 | 24 | +20  | 6   |
| 2    | République dominicaine | 2 | 1 | 0 | 1 | 63 | 56 | +7   | 5   |
| 3    | Curaçao                | 2 | 1 | 0 | 1 | 24 | 51 | -27  | 4   |

## Americas Rugby Challenge Play-off
Le champion rencontre l'équipe la moins bien classée de l'Americas Rugby Challenge 2018.
| 9 février 2019 | Îles Caïmans | 58 - 14 | Guyana |  |
| 9 février 2019 |              |         |        |  |
| 9 février 2019 |              |         |        |  |